# 张敬堂
张敬堂（1911年12月—2012年10月），男，山东泰安人，中华人民共和国政治人物。

## 生平
历任杭县县委书记、丽水地委书记、浙江省农业厅厅长、浙江省委副秘书长，中共嘉兴地委副书记、书记。1978年5月，张敬堂出任中共浙江省委副书记兼省纪委书记。1979年2月到1981年6月兼任中共杭州市委书记。此后还担任浙江省顾问委员会副主任。1994年2月离职休养。